# Alexandra Dulgheru
Alexandra Dulgheru (Boekarest, 30 mei 1989) is een voormalig professioneel tennisspeelster uit Roemenië. Zij begon met tennis toen zij vier jaar oud was. Haar favoriete ondergrond is gravel. Zij speelt rechtshandig en heeft een tweehandige backhand. Zij was actief in het proftennis van 2005 tot in 2019.

## Loopbaan

### Enkelspel
Dulgheru debuteerde in 2009 in de WTA-tour op het toernooi van Warschau. Zij wist zich als kwalificante een plek in het hoofdtoernooi te veroveren. Vervolgens verraste zij vriend en vijand door meteen de titel te winnen. Zij versloeg achtereenvolgens Sara Errani (5), Daniela Hantuchová (6) en in de finale Aljona Bondarenko (8). Een jaar later wist zij in Warschau haar titel te prolongeren, waarbij zij weer enkele geplaatste speelsters uitschakelde: Kateryna Bondarenko (7), Li Na (3) en in de finale Zheng Jie (5). Tot op heden(december 2019) is het bij deze twee WTA-titels gebleven. Wel won zij elf ITF-toernooien.
Haar beste resultaat op de grandslamtoernooien is het bereiken van de derde ronde. Haar hoogste positie op de WTA-ranglijst is de 26e plaats, die zij bereikte in april 2011.

### Dubbelspel
In het dubbelspel stond zij twee keer in een WTA-finale, maar wist geen titel te grijpen. Zij won drie ITF-toernooien.
Haar beste resultaat op de grandslamtoernooien is het bereiken van de derde ronde. Haar hoogste positie op de WTA-ranglijst is de 41e plaats, die zij bereikte in juli 2011.

### Tennis in teamverband
In de periode 2010–2016 maakte Dulgheru deel uit van het Roemeense Fed Cup-team – zij behaalde daar een winst/verlies-balans van 7–8.

## Posities op deWTA-ranglijst
Positie per einde seizoen:
| jaar | rang enkelspel | rang dubbelspel |
| ---- | -------------- | --------------- |
| 2005 | 631            | –               |
| 2006 | 640            | 619             |
| 2007 | 249            | 394             |
| 2008 | 385            | 374             |
| 2009 | 51             | 227             |
| 2010 | 29             | 68              |
| 2011 | 70             | 59              |
| 2012 | 238            | 258             |
| 2013 | 157            | 233             |
| 2014 | 105            | 723             |
| 2015 | 57             | 322             |
| 2016 | 256            | 1059            |
| 2017 | 193            | 1260            |
| 2018 | 148            | 961             |
| 2019 | 823            | –               |

## Palmares
| Legenda                 |
| ----------------------- |
| Grandslamtoernooi       |
| Olympische Spelen       |
| Year-End Championships  |
| Premier Mandatory       |
| Premier Five / WTA 1000 |
| Premier / WTA 500       |
| International / WTA 250 |
| Challenger / WTA 125    |

### WTA-finaleplaatsen enkelspel
| nr.              | finale     | toernooi         | ondergrond | tegenstandster     | score         |         |
| ---------------- | ---------- | ---------------- | ---------- | ------------------ | ------------- | ------- |
| gewonnen finales |            |                  |            |                    |               |         |
| 1.               | 2009-05-23 | WTA Warschau     | gravel     | Aljona Bondarenko  | 7-6, 3-6, 6-0 | details |
| 2.               | 2010-05-22 | WTA Warschau     | gravel     | Zheng Jie          | 6-3, 6-4      | details |
| verloren finales |            |                  |            |                    |               |         |
| 1.               | 2015-03-08 | WTA Kuala Lumpur | hardcourt  | Caroline Wozniacki | 6-4, 2-6, 1-6 | details |

### WTA-finaleplaatsen vrouwendubbelspel
| nr.              | finale     | toernooi     | ondergrond | partner              | tegenstandsters                          | score    |         |
| ---------------- | ---------- | ------------ | ---------- | -------------------- | ---------------------------------------- | -------- | ------- |
| gewonnen finales |            |              |            |                      |                                          |          |         |
| geen             |            |              |            |                      |                                          |          |         |
| verloren finales |            |              |            |                      |                                          |          |         |
| 1.               | 2010-09-25 | WTA Tasjkent | hardcourt  | Magdaléna Rybáriková | Aleksandra Panova Tatjana Poetsjek       | 3-6, 4-6 | details |
| 2.               | 2013-07-21 | WTA Båstad   | gravel     | Flavia Pennetta      | Anabel Medina Garrigues Klára Zakopalová | 1-6, 4-6 | details |

### Gewonnen ITF-toernooien enkelspel
| nr. | finale     | toernooi         | dotatie  | tegenstandster in finale | score         |
| --- | ---------- | ---------------- | -------- | ------------------------ | ------------- |
| 01. | 2005-05-15 | Boekarest        | $10.000  | Liana Balaci             | 6-2, 6-2      |
| 02. | 2009-04-26 | Bari             | $25.000  | Sandra Záhlavová         | 6-4, 6-4      |
| 03. | 2009-09-20 | Sofia            | $100.000 | Tathiana Garbin          | 6-7, 7-5, 6-1 |
| 04. | 2009-10-11 | Jounieh          | $75.000  | Zuzana Kučová            | 3-6, 6-3, 6-4 |
| 05. | 2012-02-12 | Cali             | $100.000 | Mandy Minella            | 6-3, 1-6, 6-3 |
| 06. | 2013-01-27 | Antalya          | $10.000  | Réka Luca Jani           | 6-2, 6-2      |
| 07. | 2014-06-08 | Marseille        | $100.000 | Johanna Larsson          | 6-3, 7-5      |
| 08. | 2014-11-15 | Dubai            | $75.000  | Kimiko Date-Krumm        | 6-3, 6-4      |
| 09. | 2015-07-12 | Contrexéville    | $100.000 | Joelija Poetintseva      | 6-3, 1-6, 7-5 |
| 10. | 2017-06-25 | Montpellier      | $25.000  | Shérazad Reix            | 6-2, 6-2      |
| 11. | 2017-08-27 | Hódmezővásárhely | $25.000  | Ganna Poznikhirenko      | 7-5, 6-2      |

### Gewonnen ITF-toernooien dubbelspel
| nr. | finale     | toernooi | dotatie | partner             | tegenstandsters in finale        | score         |
| --- | ---------- | -------- | ------- | ------------------- | -------------------------------- | ------------- |
| 1.  | 2006-11-19 | Caïro    | $10.000 | Marcella Koek       | Oksana Pavlova Tegan Edwards     | 6-3, 6-2      |
| 2.  | 2006-11-26 | Caïro    | $10.000 | Marcella Koek       | Biljana Pavlova Stefanie Haidner | 7-6, 3-6, 7-6 |
| 3.  | 2010-03-29 | Monzón   | $75.000 | Tamarine Tanasugarn | Yayuk Basuki Riza Zalameda       | 6-2, 6-0      |

## Resultaten grandslamtoernooien
| Legenda | Legenda                          |
| ------- | -------------------------------- |
| g.t.    | geen toernooi gehouden           |
| l.c.    | lagere categorie                 |
| –       | niet deelgenomen                 |
| G       | uitgeschakeld in de groepsfase   |
| 1R      | uitgeschakeld in de eerste ronde |
| 2R      | uitgeschakeld in de tweede ronde |
| 3R      | uitgeschakeld in de derde ronde  |
| 4R      | uitgeschakeld in de vierde ronde |
| KF      | uitgeschakeld in de kwartfinale  |
| HF      | uitgeschakeld in de halve finale |
| F       | de finale verloren               |
| W       | het toernooi gewonnen            |
| w-v     | winst/verlies-balans             |

### Enkelspel
| toernooi        | 2009 | 2010 | 2011 | 2012 | 2013 | 2014 | 2015 | 2016 |    | 2018 |
| --------------- | ---- | ---- | ---- | ---- | ---- | ---- | ---- | ---- | -- | ---- |
| Australian Open | –    | 1R   | 1R   | 1R   | –    | –    | 1R   | 2R   | –  |      |
| Roland Garros   | –    | 3R   | 2R   | –    | –    | –    | 2R   | 1R   | 2R |      |
| Wimbledon       | –    | 3R   | 2R   | –    | –    | –    | 1R   | –    | 2R |      |
| US Open         | 1R   | 3R   | 2R   | –    | 2R   | 2R   | 1R   | –    | –  |      |

### Vrouwendubbelspel
| toernooi        | 2009 | 2010 | 2011 | 2012 | 2013 |    | 2015 | 2016 |
| --------------- | ---- | ---- | ---- | ---- | ---- | -- | ---- | ---- |
| Australian Open | –    | 1R   | 3R   | 2R   | –    | –  | 1R   |      |
| Roland Garros   | –    | 2R   | 3R   | –    | –    | 2R | –    |      |
| Wimbledon       | –    | 1R   | –    | –    | –    | 1R | –    |      |
| US Open         | 1R   | 3R   | 1R   | –    | 1R   | 1R | –    |      |

### Gemengd dubbelspel
| Toernooi        | 2010 | 2011 |    | 2015 |
| --------------- | ---- | ---- | -- | ---- |
| Australian Open | –    | 1R   | –  |      |
| Roland Garros   | –    | 1R   | –  |      |
| Wimbledon       | 2R   | 3R   | –  |      |
| US Open         | 1R   | –    | 1R |      |